# Crêt du Midi
Der Crêt du Midi ist ein Berg oberhalb des Ferienorts Vercorin im Schweizer Kanton Wallis und hat eine Höhe von 2332 m ü. M. Er liegt nördlich  des Roc d’Orzival und trennt  das Val d’Anniviers vom  Val de Réchy.
Der Crêt du Midi ist der Hausberg  von Vercorin.  Mehrere Wanderwege führen in ca. 3 Stunden vom Dorf auf den Gipfel. 1973 wurde eine Gondelbahn mit der Mittelstation auf der Alp Sigeroula gebaut. Im Sommer 2012 wurde die Bahn durch eine moderne Gondelbahn ersetzt. Entlang der Westflanke verläuft seit dem Mittelalter die Bisse de Vercorin. Diese Suone leitet das Wasser aus dem Val de Réchy auf die Wiesen von Vercorin. Die Route Nr. 58 "Chemin des Bisses" von SchweizMobil führt entlang der alten, noch funktionstüchtigen Wasserleitung.
Im Winter wird der Crêt du Midi, zusammen mit dem Nachbargipfel Mont Major, als Skigebiet genutzt. Mehrere Skilifte erschliessen nebst der Gondelbahn ein kleines Skigebiet.